# Psicología y alquimia
Psicología y alquimia (en alemán Psychologie und Alchimie) es una obra de Carl Gustav Jung publicada en 1944. Representa el duodécimo volumen de su Obra completa, siendo a su vez uno de sus principales trabajos dedicados al estudio de la alquimia. El resto del tratamiento y aproximación a la misma se incluirá en las siguientes obras: Aion (OC 9/2), Estudios sobre representaciones alquímicas (OC 13), Mysterium coniunctionis (OC 14) y La psicología de la transferencia (incluida en OC 16).

## Contenido
En esta obra, Jung aboga por una revaluación del simbolismo de la alquimia como íntimamente relacionado con el proceso analítico. Utilizando una serie de sueños de uno de sus pacientes,  muestra cómo los símbolos utilizados por los alquimistas acontecen en la psique como parte del depósito de imágenes mitológicas aprovechadas por el individuo en sus estados de sueño. Jung dibuja una analogía entre la Gran Obra de los alquimistas y el proceso de reintegración e individuación de la psique en el paciente psiquiátrico moderno.
Al señalar estos paralelismos, Jung refuerza el carácter universal de su teoría del arquetipo y hace un apasionado argumento a favor de la importancia de la espiritualidad en la salud psíquica del hombre moderno. Profusamente ilustrado con imágenes, dibujos y pinturas procedentes de la alquimia y otras fuentes mitológicas entre ellas el cristianismo, el libro es otro ejemplo de la erudición de Jung y de su fascinación con expresiones de espiritualidad tanto esotéricas como exotéricas, como asimismo de la psique en la religión y en el misticismo.
Influenciado por el trabajo pionero de Ethan Allen Hitchcock y Herbert Silberer (que a su vez fue influenciado por Jung), Psicología y alquimia es un trabajo seminal de revaluación de un sistema olvidado de pensamiento que hizo mucho por revivificar el interés en la alquimia como una seria fuerza en la cultura filosófica y esotérica occidental.
En esta obra, también es un hecho de interés el que el paciente cuyos sueños están siendo analizados en la segunda sección sea el físico Wolfgang Pauli, quien llegaría a colaborar con Jung en ideas tales como el principio de conexión acausal de la sincronicidad. Los sueños son interpretados en serie con el fin de esclarecer los significados de motivos y símbolos recurrentes, culminando dichas series en la visión de un "reloj mundial", que es en realidad varios relojes en diferentes planos operando a diferentes escalas y colores como un símbolo de la aprehensión inconsciente de Pauli sobre algún gran orden cósmico. Tres de los mejores de estos sueños fueron también mencionados por Jung en sus Terry lectures en Psicología y religión.

## Edición en castellano
- Jung, Carl Gustav (2005 [1ª reimpresión 2015]). Obra completa de Carl Gustav Jung. Volumen 12: Psicología y alquimia (1944). Traducción Alberto Luis Bixio. Madrid: Editorial Trotta. ISBN 978-84-8164-704-4 / ISBN 978-84-8164-717-4.
- – (1989). Psicología y alquimia. Traducción Alberto Luis Bixio. Buenos Aires: Santiago Rueda - Editor. ISBN 9789505640294.